# Притча про тісні ворота

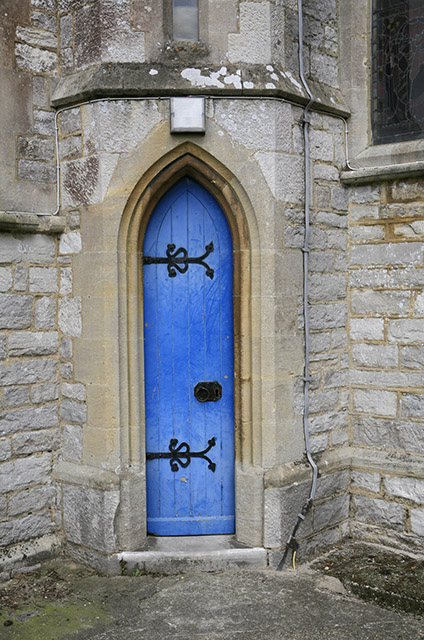
Вузькі церковні двері в Рингвуді (Ringwood), Великобританія

Притча про тісні (вузькі) ворота — притча Ісуса Христа, яку автори ЕСБЄ поділили на три групи відповідно до внутрішнього змісту та ставлення до проповіді про царство Боже. До першої групи віднесено шість притч: про злочинних винарів (Мт 21:33-41), про гостей весільних (Мт 22:1-14), про багату вечерю (Лк 14:16-24), про тісні ворота (Лк 13:24-30), про бесплідне фігове дерево (Лк 13:6-9), про слухняного й неслухняного сина (Мт 21:28-32). 
Тісні ворота згадані також у Євангелії від Матвія в главі «Не судіть, щоб і вас не судили...» (Мт 7:13-14).

## Євангельський текст
| Євангеліє                                             | Притча |
| ----------------------------------------------------- | --- |
| Від Луки 13:24-29 23Господи, хіба буде мало спасених? | Силкуйтеся ввійти тісними ворітьми, бо кажу вам, багато-хто будуть намагатися ввійти, та не зможуть! Як устане Господар та двері замкне, ви зачнете вистоювати ізнадвору, та стукати в двері й казати: Господи, відчини нам! А Він вам у відповідь скаже: Не знаю Я вас, звідки ви! Тоді станете ви говорити: Ми їли й пили перед Тобою і на вулицях наших навчав Ти... А Він вам відкаже: Говорю вам, не знаю Я, звідки ви. Відійдіть від Мене всі, хто чинить неправду! Буде плач там і скрегіт зубів, як побачите ви Авраама, та Ісака та Якова, та пророків усіх в Царстві Божім, себе ж вигнаних геть... І прийдуть інші від сходу й заходу, і півночі й півдня, і при столі в Царстві Божім засядуть! |
| Від Матвія 7:13-14 1Не судіть, щоб і вас не судили... | Увіходьте тісними ворітьми, бо просторі ворота й широка дорога, що веде до погибелі, і нею багато-хто ходять. Бо тісні ті ворота, і вузька та дорога, що веде до життя, і мало таких, що знаходять її! |

## Тлумачення
Під час подорожі Ісуса Христа до Єрусалиму, коли Він проходив містами та селищами і навчав народ, хтось, звернувшись до Нього і запитав: «Господи, хіба буде мало спасених?»Христос відповідав, що потрібно війти тісними ворітьми в небо, і  прикласти для цього  зусилля. 